# 7e étape du Tour d'Espagne 2013
La 7e étape du Tour d'Espagne 2013 s'est déroulée le vendredi 30 août 2013, entre Almendralejo et Mairena del Aljarafe sur une distance de 205,9 km.

## Résultats

### Classement de l'étape
| Classement de la 7e étape | Classement de la 7e étape   | Classement de la 7e étape | Classement de la 7e étape | Classement de la 7e étape |
|                           | Coureur                     | Pays                      | Équipe                    | Temps                     |
| ------------------------- | --------------------------- | ------------------------- | ------------------------- | ------------------------- |
| 1er                       | Zdeněk Štybar               | Tchéquie                  | Omega Pharma-Quick Step   | en 4 h 51 min 27 s        |
| 2e                        | Philippe Gilbert            | Belgique                  | BMC Racing                | + 0 s                     |
| 3e                        | Robert Wagner               | Allemagne                 | Belkin                    | + 1 s                     |
| 4e                        | Adrien Petit                | France                    | Cofidis                   | + 1 s                     |
| 5e                        | Juan Antonio Flecha         | Espagne                   | Vacansoleil-DCM           | + 1 s                     |
| 6e                        | Andrew Fenn                 | Royaume-Uni               | Omega Pharma-Quick Step   | + 1 s                     |
| 7e                        | Edvald Boasson Hagen        | Norvège                   | Sky                       | + 1 s                     |
| 8e                        | Danilo Wyss                 | Suisse                    | BMC Racing                | + 1 s                     |
| 9e                        | Klaas Lodewyck              | Belgique                  | BMC Racing                | + 1 s                     |
| 10e                       | Reinardt Janse van Rensburg | Afrique du Sud            | Argos-Shimano             | + 1 s                     |
| modifier                  |                             |                           |                           |                           |

### Points attribués
| Sprint intermédiaire d'El Ronquillo (km 117) | Sprint intermédiaire d'El Ronquillo (km 117) | Sprint intermédiaire d'El Ronquillo (km 117) | Sprint intermédiaire d'El Ronquillo (km 117) | Sprint intermédiaire d'El Ronquillo (km 117) |
| -------------------------------------------- | -------------------------------------------- | -------------------------------------------- | -------------------------------------------- | -------------------------------------------- |
|                                              | Coureur                                      | Pays                                         | Équipe                                       | Point(s)                                     |
| 1er                                          | Christian Knees                              | Allemagne                                    | Sky                                          | 4                                            |
| 2e                                           | Marco Pinotti                                | Italie                                       | BMC Racing                                   | 2                                            |
| 3e                                           | Javier Aramendia                             | Espagne                                      | Caja Rural-Seguros RGA                       | 1                                            |
| modifier                                     |                                              |                                              |                                              |                                              |

| Sprint intermédiaire de Mairena del Aljarafe (km 174,5) | Sprint intermédiaire de Mairena del Aljarafe (km 174,5) | Sprint intermédiaire de Mairena del Aljarafe (km 174,5) | Sprint intermédiaire de Mairena del Aljarafe (km 174,5) | Sprint intermédiaire de Mairena del Aljarafe (km 174,5) |
| ------------------------------------------------------- | ------------------------------------------------------- | ------------------------------------------------------- | ------------------------------------------------------- | ------------------------------------------------------- |
|                                                         | Coureur                                                 | Pays                                                    | Équipe                                                  | Point(s)                                                |
| 1er                                                     | Javier Aramendia                                        | Espagne                                                 | Caja Rural-Seguros RGA                                  | 4                                                       |
| 2e                                                      | Christian Knees                                         | Allemagne                                               | Sky                                                     | 2                                                       |
| 3e                                                      | Marco Pinotti                                           | Italie                                                  | BMC Racing                                              | 1                                                       |
| modifier                                                |                                                         |                                                         |                                                         |                                                         |

| \| Classement de l'étape \| Classement de l'étape \| Classement de l'étape \| Classement de l'étape \| Classement de l'étape \| \| --------------------- \| --------------------------- \| --------------------- \| ----------------------- \| --------------------- \| \| \| Coureur \| Pays \| Équipe \| Point(s) \| \| 1er \| Zdeněk Štybar \| Tchéquie \| Omega Pharma-Quick Step \| 25 \| \| 2e \| Philippe Gilbert \| Belgique \| BMC Racing \| 20 \| \| 3e \| Robert Wagner \| Allemagne \| Belkin \| 16 \| \| 4e \| Adrien Petit \| France \| Cofidis \| 14 \| \| 5e \| Juan Antonio Flecha \| Espagne \| Vacansoleil-DCM \| 12 \| \| 6e \| Andrew Fenn \| Royaume-Uni \| Omega Pharma-Quick Step \| 10 \| \| 7e \| Edvald Boasson Hagen \| Norvège \| Sky \| 9 \| \| 8e \| Danilo Wyss \| Suisse \| BMC Racing \| 8 \| \| 9e \| Klaas Lodewyck \| Belgique \| BMC Racing \| 7 \| \| 10e \| Reinardt Janse van Rensburg \| Afrique du Sud \| Argos-Shimano \| 6 \| \| 11e \| Geoffrey Soupe \| France \| FDJ.fr \| 5 \| \| 12e \| Gregory Henderson \| Nouvelle-Zélande \| Lotto-Belisol \| 4 \| \| 13e \| Ramon Sinkeldam \| Pays-Bas \| Argos-Shimano \| 3 \| \| 14e \| Michael Matthews \| Australie \| Orica-GreenEDGE \| 2 \| \| modifier \| \| \| \| \| |                             |                  |                         |          |
| Classement de l'étape |                             |                  |                         |          |
| | Coureur                     | Pays             | Équipe                  | Point(s) |
| 1er | Zdeněk Štybar               | Tchéquie         | Omega Pharma-Quick Step | 25       |
| 2e | Philippe Gilbert            | Belgique         | BMC Racing              | 20       |
| 3e | Robert Wagner               | Allemagne        | Belkin                  | 16       |
| 4e | Adrien Petit                | France           | Cofidis                 | 14       |
| 5e | Juan Antonio Flecha         | Espagne          | Vacansoleil-DCM         | 12       |
| 6e | Andrew Fenn                 | Royaume-Uni      | Omega Pharma-Quick Step | 10       |
| 7e | Edvald Boasson Hagen        | Norvège          | Sky                     | 9        |
| 8e | Danilo Wyss                 | Suisse           | BMC Racing              | 8        |
| 9e | Klaas Lodewyck              | Belgique         | BMC Racing              | 7        |
| 10e | Reinardt Janse van Rensburg | Afrique du Sud   | Argos-Shimano           | 6        |
| 11e | Geoffrey Soupe              | France           | FDJ.fr                  | 5        |
| 12e | Gregory Henderson           | Nouvelle-Zélande | Lotto-Belisol           | 4        |
| 13e | Ramon Sinkeldam             | Pays-Bas         | Argos-Shimano           | 3        |
| 14e | Michael Matthews            | Australie        | Orica-GreenEDGE         | 2        |
| modifier |                             |                  |                         |          |

## Classements à l'issue de l'étape

### Classement général
| Classement général | Classement général | Classement général | Classement général | Classement général  |
|                    | Coureur            | Pays               | Équipe             | Temps               |
| ------------------ | ------------------ | ------------------ | ------------------ | ------------------- |
| 1er                | Vincenzo Nibali    | Italie             | Astana             | en 27 h 29 min 35 s |
| 2e                 | Christopher Horner | États-Unis         | RadioShack-Leopard | + 3 s               |
| 3e                 | Nicolas Roche      | Irlande            | Saxo-Tinkoff       | + 8 s               |
| 4e                 | Haimar Zubeldia    | Espagne            | RadioShack-Leopard | + 16 s              |
| 5e                 | Alejandro Valverde | Espagne            | Movistar           | + 21 s              |
| 6e                 | Robert Kišerlovski | Croatie            | RadioShack-Leopard | + 26 s              |
| 7e                 | Rigoberto Urán     | Colombie           | Sky                | + 28 s              |
| 8e                 | Daniel Moreno      | Espagne            | Katusha            | + 31 s              |
| 9e                 | Rafał Majka        | Pologne            | Saxo-Tinkoff       | + 38 s              |
| 10e                | Roman Kreuziger    | Tchéquie           | Saxo-Tinkoff       | + 42 s              |
| modifier           |                    |                    |                    |                     |

### Classement par points
| Classement par points | Classement par points | Classement par points | Classement par points | Classement par points |
| --------------------- | --------------------- | --------------------- | --------------------- | --------------------- |
|                       | Coureur               | Pays                  | Équipe                | Point(s)              |
| 1er                   | Michael Matthews      | Australie             | Orica-GreenEDGE       | 53 points             |
| 2e                    | Daniel Moreno         | Espagne               | Katusha               | 48 pts                |
| 3e                    | Maximiliano Richeze   | Argentine             | Lampre-Merida         | 40 pts                |
| modifier              |                       |                       |                       |                       |

### Classement du meilleur grimpeur
| Classement du meilleur grimpeur | Classement du meilleur grimpeur | Classement du meilleur grimpeur | Classement du meilleur grimpeur | Classement du meilleur grimpeur |
| ------------------------------- | ------------------------------- | ------------------------------- | ------------------------------- | ------------------------------- |
|                                 | Coureur                         | Pays                            | Équipe                          | Point(s)                        |
| 1er                             | Nicolas Roche                   | Irlande                         | Saxo-Tinkoff                    | 11 points                       |
| 2e                              | Nicolas Edet                    | France                          | Cofidis                         | 8 pts                           |
| 3e                              | Daniel Moreno                   | Espagne                         | Katusha                         | 6 pts                           |
| modifier                        |                                 |                                 |                                 |                                 |

### Classement du combiné
| Classement du combiné | Classement du combiné | Classement du combiné | Classement du combiné | Classement du combiné |
| --------------------- | --------------------- | --------------------- | --------------------- | --------------------- |
|                       | Coureur               | Pays                  | Équipe                | Point(s)              |
| 1er                   | Nicolas Roche         | Irlande               | Saxo-Tinkoff          | 8 points              |
| 2e                    | Daniel Moreno         | Espagne               | Katusha               | 13 pts                |
| 3e                    | Christopher Horner    | États-Unis            | RadioShack-Leopard    | 19 pts                |
| modifier              |                       |                       |                       |                       |

### Classement par équipes
| Classement par équipes | Classement par équipes | Classement par équipes | Classement par équipes |
|                        | Équipe                 | Pays                   | Temps                  |
| ---------------------- | ---------------------- | ---------------------- | ---------------------- |
| 1re                    | RadioShack-Leopard     | Luxembourg             | en 81 h 29 min 16 s    |
| 2e                     | Saxo-Tinkoff           | Danemark               | + 5 s                  |
| 3e                     | Belkin                 | Pays-Bas               | + 1 min 10 s           |
| modifier               |                        |                        |                        |